# Eulimnogammarus verrucosus
Эулимногаммарус бородавчатый (лат. Eulimnogammarus verrucosus) — эндемичный вид бокоплавов озера Байкал. Впервые вид был описан Герстфельдом в 1858 году как Gammarus verrucosus, в 1874 году Б. И. Дыбовским перенесён в род Eulimnogammarus.

## Описание
Тело плотное, сжатое с боков, длиной до 36 мм. Имеет зеленоватую окраску.
Дорзальная поверхность всех сегментов метазома и урозома покрыта группами шипов и многочисленными щетинками из-за этого поверхность этих сегментов кажется мохнатой.
Головной сегмент с коротким рострумом, глаза черные, узкие, длинные и почковидные.
Верхние антенны короче тела и длиннее нижних, стержни их короче стержней нижних антенн. Основной членик длиннее головного сегмента или равен ему, на нижне-переднем углу несет 1—3 шипа и одиночные щетинки ближе к дистальному концу; жгут состоит из 34—45 члеников, придаточный жгутик из 6-10 члеников. В нижних антеннах вздутый основной членик на нижне-переднем углу несет группу коротких шипов. Жгут состоит из 16—26 члеников, снабженных очень мелкими calceoli.
Мандибулы с приостренным концевым члеником palpus, снабженным 5 боковыми рядами щетинок и пучком недлинных апикальных; средний членик вогнутый, с более длинными щетинками в дистальной части, основной также с пучком щетинок.
Гнатоподы в I паре с миндалевидными subchelae, с кривым когтем, пальмарный край с тупым шипом по середине и 2 острым в конце; нижний край с рядом коротких и тупых шипиков.
В переоподах I и II пар мероподиты слабо расширены, карпоподиты равной длины; все несут щетинки, более густые и длинные в 1 паре. Коготь короткий, искривленный. Базиподиты III пары почти прямоугольные, в IV и V узкие, грушевидные; передний край несет щетинки в проксимальной части и шипы в дистальной. Во всех 3 парах меро- и проподиты равной длины, карпоподиты длиннее; все вооружены недлинными шетинками и шипами.
В уроподах I пары ветви равной длины, короче стержня, во II паре наружная ветвь короче внутренней. Уроподы III пары сильные, с длинной изогнутой одночленистой наружной ветвью, покрытой с обеих сторон короткими шипами и простыми щетинками; внутренняя ветвь в 10—12 раз короче наружной, также с шипами и простыми щетинками.
Ветви тельсона короткие, разделены до основания, имеют сердцевидную форму, вооружены шипами и щетинками.

## Экологическая характеристика
Мелководный вид. Населяет каменистую литораль открытого побережья Байкала.  Предпочитаемые температуры 5- 13℃. Фитофаг.  Размножаются в зимне-осенний период и по видимому, дает только одно поколение в год. Половой зрелости достигает на втором году жизни.

## Распространение
Прибрежная зона Байкала (кроме Селенгинского мелководья), р. Ангара от истока до сел. Будаковской, устье р. Баргузина, р. Турка. Наиболее часто встречается у берега под камнями, редко доходит до глубины 5-10 м. В летние месяцы отходит на несколько большие глубины.